# 呉市立和庄小学校
呉市立和庄小学校（くれしりつ わしょうしょうがっこう, 英: Kure City Munipical Washo Elementary School）は、広島県呉市八幡町に存在する公立小学校である。